# 世紀城市國際
世紀城市國際控股有限公司，簡稱世紀城市國際控股，以及世紀城市國際（英語：Century City International Holdings Limited，港交所：0355），在1981年成立，到了1983年由原本鷹君集團有限公司旗下公司，已成為羅旭瑞（現任集團主席）持有的。
主要業務包括物業發展及投資、建築及與樓宇相關業務以及其他投資，而股份自1981年9月7日，在香港交易所主板上市，便是以「世紀城市集團有限公司」上市，直至1989年9月13日，已開始遷冊至百慕達，旗下上市公司包括：富豪酒店國際控股有限公司、百利保控股有限公司、富豪產業信託、四海國際集團有限公司、永恆策略投資有限公司、嘉滙投資控股有限公司、中國星集團有限公司等所有股權權益相關。
總部位於香港銅鑼灣怡和街68號11樓。

## 連結
- centurycity.com.hk （页面存档备份，存于）